# Браддок (Північна Дакота)
Браддок (англ. Braddock) — місто (англ. city) в США, в окрузі Еммонс штату Північна Дакота. Населення — 18 осіб (2020).

## Географія
Браддок розташований за координатами 46°33′50″ пн. ш. 100°5′23″ зх. д. / 46.56389° пн. ш. 100.08972° зх. д. (46.563906, -100.089749).  За даними Бюро перепису населення США в 2010 році місто мало площу 0,65 км², уся площа — суходіл.

## Демографія
Згідно з переписом 2010 року, у місті мешкала 21 особа в 12 домогосподарствах у складі 9 родин. Густота населення становила 32 особи/км².  Було 24 помешкання (37/км²).
Расовий склад населення:
| - 95,2 % — білих |

До двох чи більше рас належало 4,8 %. Частка іспаномовних становила 0,0 % від усіх жителів.
За віковим діапазоном населення розподілялося таким чином: 4,8 % — особи молодші 18 років, 42,8 % — особи у віці 18—64 років, 52,4 % — особи у віці 65 років та старші. Медіана віку мешканця становила 68,5 року. На 100 осіб жіночої статі у місті припадало 162,5 чоловіків;  на 100 жінок у віці від 18 років та старших — 150,0 чоловіків також старших 18 років.
Цивільне працевлаштоване населення становило 2 особи. Основні галузі зайнятості: роздрібна торгівля — 50,0 %, сільське господарство, лісництво, риболовля — 50,0 %.